# Communauté de communes Neste Baronnies
La communauté de communes Neste Baronnies est une ancienne communauté de communes française, située dans le département des Hautes-Pyrénées et la région Occitanie. En janvier 2017, elle a fusionné au sein de la communauté de communes du Plateau de Lannemezan Neste-Baronnies-Baïses.

## Communes adhérentes
| Nom                        | Code Insee | Gentilé     | Superficie (km2) | Population (dernière pop. légale) | Densité (hab./km2) |
| -------------------------- | ---------- | ----------- | ---------------- | --------------------------------- | ------------------ |
| La Barthe-de-Neste (siège) | 65069      | La Barthois | 7,62             | 1 217 (2014)                      | 160                |
| Avezac-Prat-Lahitte        | 65054      | Avezacais   | 17,81            | 580 (2014)                        | 33                 |
| Bazus-Neste                | 65076      | Bazusiens   | 2,49             | 56 (2014)                         | 22                 |
| Capvern                    | 65127      | Capvernois  | 21,84            | 1 307 (2014)                      | 60                 |
| Escala                     | 65159      | Escalasiens | 3,88             | 390 (2014)                        | 101                |
| Esparros                   | 65165      |             | 32,56            | 167 (2014)                        | 5,1                |
| Gazave                     | 65190      | Gazavais    | 7,17             | 66 (2014)                         | 9,2                |
| Hèches                     | 65218      | Héchois     | 35,44            | 602 (2014)                        | 17                 |
| Izaux                      | 65231      |             | 5,33             | 198 (2014)                        | 37                 |
| Labastide                  | 65239      |             | 5,58             | 168 (2014)                        | 30                 |
| Laborde                    | 65241      |             | 1,82             | 92 (2014)                         | 51                 |
| Lortet                     | 65279      | Lortésiens  | 3,63             | 216 (2014)                        | 60                 |
| Mazouau                    | 65309      | Mazouans    | 1,40             | 17 (2014)                         | 12                 |
| Montoussé                  | 65322      | Montouséens | 7,88             | 244 (2014)                        | 31                 |
| Saint-Arroman              | 65385      |             | 4,25             | 95 (2014)                         | 22                 |

## Démographie
| 2009 | 2011  |
| ---- | ----- |
| -    | 5 466 |

## Liste des présidents successifs
| Période                                  | Période | Identité       | Étiquette | Qualité |
| ---------------------------------------- | ------- | -------------- | --------- | ------- |
|                                          | 2017    | Maurice Loudet |           |         |
| Les données manquantes sont à compléter. |         |                |           |         |